# Ture Rangström

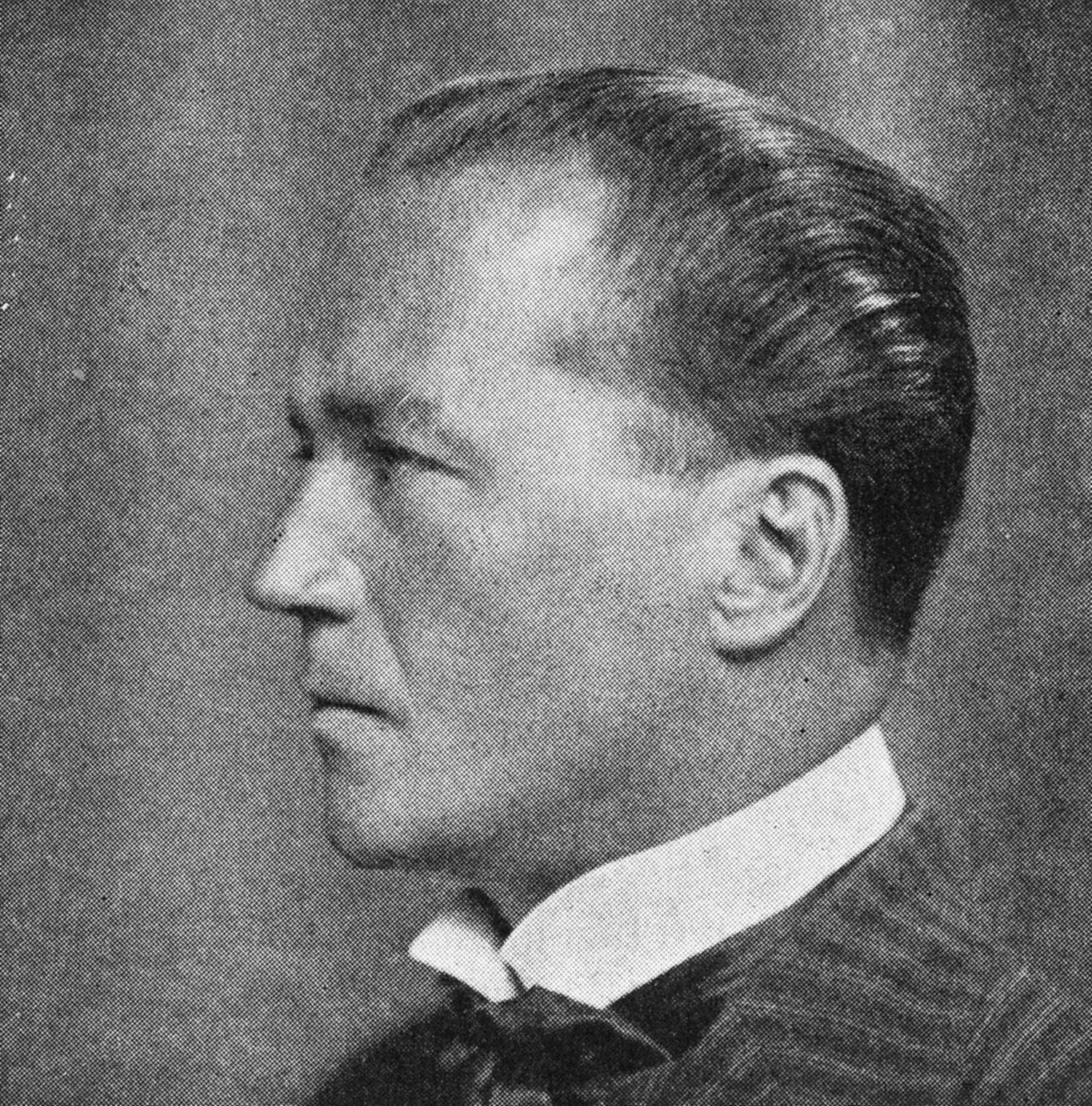
Ture Rangström

Anders Johan Ture Rangström (* 30. November 1884 in Stockholm; † 11. Mai 1947 ebenda) war ein schwedischer Komponist, Dirigent, Gesangslehrer und Musikkritiker.

## Leben
Rangström war in den Jahren 1903 und 1904 kurzzeitig Schüler von Johan Lindegren in Stockholm, 1905 und 1906 von Hans Pfitzner in Berlin und nahm von 1905 bis 1907 Gesangsunterricht bei Julius Hey. Gleichwohl blieb Rangström weitgehend auch ein musikalischer Autodidakt, erhielt allerdings das Staatliche Komponistenstipendium für die Jahre 1910, 1911, 1913 und 1915. Er wirkte auch als Gesangslehrer und Musikkritiker verschiedener Zeitungen in seiner Heimatstadt. Ab 1922 kam seine Tätigkeit als Dirigent (zunächst in Göteborg) hinzu. Von 1930 bis 1936 war er Presseattaché der Königlichen Schwedischen Oper. Er starb 1947 an einer langwährenden Kehlkopfkrankheit.
Besonders hervorgetreten ist er als Komponist von etwa 300 Liedern und gilt als einer der bedeutendsten schwedischen Komponisten auf diesem Gebiet. Daneben komponierte er Opern, Sinfonien und auch Kammermusik. Wie sein Landsmann Kurt Atterberg ging Rangström von einem spätromantischen Klangideal aus und fand später den Weg zu grellen und dissonanten Klangeffekten.

## Werke (Auswahl)

### Opern
- Kronbruden (Die Kronbraut) nach Strindberg, 1915, Uraufführung 1919 in Stuttgart, Dirigent: Paul Drach
- Medeltida (Mittelalterlich), 1918 (UA Stockholm 1921)
- Gilgamesj, 1943/44 (Orchestrierung vollendet von John Fernström)

### Orchesterwerke
- Dithyramb, 1909
- Divertimento elegiaco för stråkorkester, 1918
- Intermezzo drammatico, 1916–1918
- Sinfonie Nr. 1, August Strindberg in memoriam, in cis-Moll, 1914
- Sinfonie Nr. 2, Mitt land (Mein Land) in d-Moll, 1919
- Sinfonie Nr. 3, Sång under stjärnorna (Gesang unter den Sternen) in Des-Dur, 1929
- Sinfonie Nr. 4, Invocatio, in d-Moll, 1936
- Vårhymn (Frühlingshymne), 1942

### Vokalmusik
- ca. 300 Lieder, für Singstimme und Klavier, ca. 60 davon auch orchestriert. 24 der Lieder sind auf eigene Texte Rangströms komponiert.

### Kammermusik
- Streichquartett, Ein Nachtstück in E.Th.A. Hoffmanns Manier, 1909

| Personendaten    | Personendaten                                                     |
| ---------------- | ----------------------------------------------------------------- |
| NAME             | Rangström, Ture                                                   |
| ALTERNATIVNAMEN  | Rangström, Anders Johan Ture (vollständiger Name)                 |
| KURZBESCHREIBUNG | schwedischer Komponist, Dirigent, Gesangslehrer und Musikkritiker |
| GEBURTSDATUM     | 30. November 1884                                                 |
| GEBURTSORT       | Stockholm                                                         |
| STERBEDATUM      | 11. Mai 1947                                                      |
| STERBEORT        | Stockholm                                                         |